# Who Can It Be Now?
Who Can It Be Now? ist ein Lied von Men at Work aus dem Jahr 1981, das von Colin Hay geschrieben wurde und auf dem Album Business as Usual erschien.

## Geschichte
Who Can It Be Now? handelt von einem zurückgezogen lebenden, gar paranoiden Mann, der jemanden an seiner Tür klopfen hört und dabei seine Ruhe haben möchte. Die Erwähnung eines Kindheitsfreundes und die Bridge im Lied lassen anmuten, das der Protagonist psychisch labil ist. Der New-Wave-Song hat ein Saxophon-Solo, das im mittleren Tempo und von Greg Ham gespielt wurde. In Form eines Call and Response wird im Refrain der Titel (Call) und dazu ein Saxophon-Part (Response) eingelegt.
Who Can It Be Now? wurde im Mai 1981 veröffentlicht, in den Vereinigten Staaten und Israel wurde das Lied zum Nummer-eins-Hit. In der Simpsons-Episode Ich will nicht wissen, warum der gefallene Vogel singt und dem Film The Thing fand das Lied seine Verwendung.

## Kommerzieller Erfolg

### Chartplatzierungen
| ChartsChartplatzierungen       | Höchstplatzierung | Wochen |
| ------------------------------ | ----------------- | ------ |
| Deutschland (GfK)              | 71 (3 Wo.)        | 3      |
| Neuseeland (RMNZ)              | 45 (6 Wo.)        | 6      |
| Vereinigte Staaten (Billboard) | 1 (27 Wo.)        | 27     |
| Vereinigtes Königreich (OCC)   | 45 (5 Wo.)        | 5      |

| ChartsJahrescharts (1982)      | Platzierung |
| ------------------------------ | ----------- |
| Vereinigte Staaten (Billboard) | 30          |

### Auszeichnungen für Musikverkäufe
| Land/Region       | Auszeichnungen für Musikverkäufe (Land/Region, Auszeichnung, Verkäufe) | Verkäufe |
| ----------------- | ---------------------------------------------------------------------- | -------- |
| Kanada (MC)       | Gold                                                                   | 50.000   |
| Neuseeland (RMNZ) | Platin                                                                 | 30.000   |
| Insgesamt         | 1× Gold · 1× Platin ·                                                  | 80.000   |

## Coverversionen
- 1995: John Mellencamp
- 1996: Colin Hay